# شينجي ميزشيما
شينجي ميزشيما (باليابانية: 水島 新司) مواليد 10 أبريل 1939 في اليابان، هو فنان مانغا ياباني. فاز بجائزة شوغاكوكان للمانغا مرتين. من أعماله مانغا كرة القاعدة دوكابن وأبو-سان.

## روابط خارجية
- شينجي ميزشيما على موقع IMDb (الإنجليزية)
- شينجي ميزشيما على موقع ميوزك برينز (الإنجليزية)
- شينجي ميزشيما على موقع ديسكوغز (الإنجليزية)
- شينجي ميزشيما على موقع ديسكوغز (الإنجليزية)
- شينجي ميزشيما على موقع ANN person (الإنجليزية)